# 劳伦斯世界体育奖年度团体
劳伦斯世界体育奖年度团体（英語：Laureus World Sports Award for Team of the Year）是2000年首届劳伦斯世界体育奖创立的年度奖项，旨在表彰世界体坛“成绩卓越”的团体。世界体育奖由全球组织劳伦斯体育公益基金会主办，该机构参与150多个慈善项目，资助50万青少年。首届颁奖典礼于2000年5月25日在蒙特卡洛举行，纳尔逊·曼德拉发表主题演说。根据2020年的评选规则，年度团体奖先由“世界领先的体育编辑、作家和广播公司”组成评审团选出六人入围，劳伦斯世界体育学院挑选最终得主。一年一度的颁奖典礼在世界各地举办，得主奖杯由卡地亞制作。劳伦斯世界体育奖声望卓著，有体育界的奥斯卡奖美誉。
第一个年度团体是英格兰足球队曼徹斯特聯足球俱樂部，在1998至1999年赛季以欧洲冠军联赛、英超联赛、足总杯三冠王战绩创造历史。足球队11次获奖，远超其他运动，其次是橄欖球四次，一级方程式赛车三次。德国胜出四次居首，英国、法国各三次、西班牙、南非各两次。2021年在塞维利亚颁奖典礼获奖的是拜仁慕尼黑足球俱乐部，该队还曾在2014年胜出，是唯一多次获奖的俱乐部队伍。2025年获奖的最新得主为皇家马德里足球俱乐部。

## 胜出与入围

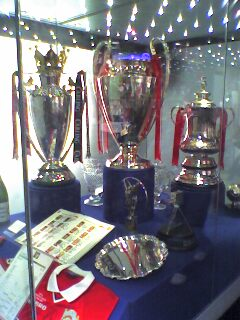
曼徹斯特聯足球俱樂部在1998至1999年赛季夺得三冠王，2000年拿下第一个劳伦斯年度团体奖

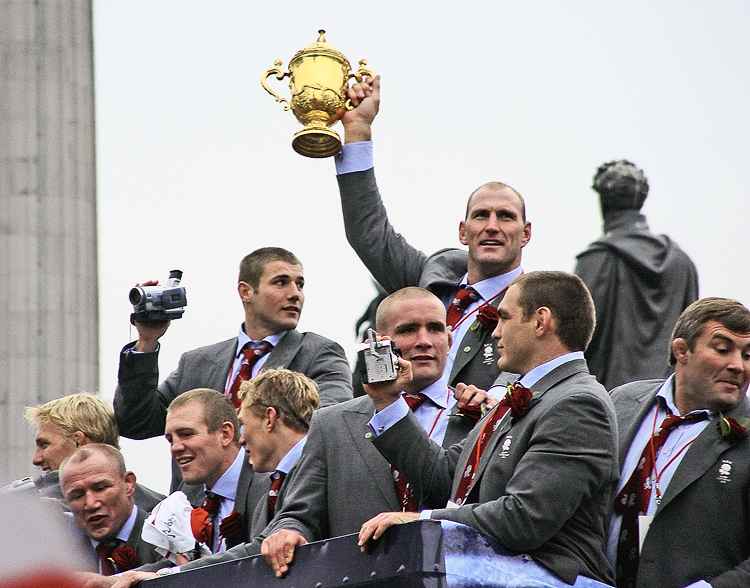
英格蘭欖球代表隊赢得2003年世界盃橄欖球賽，次年获劳伦斯年度团体

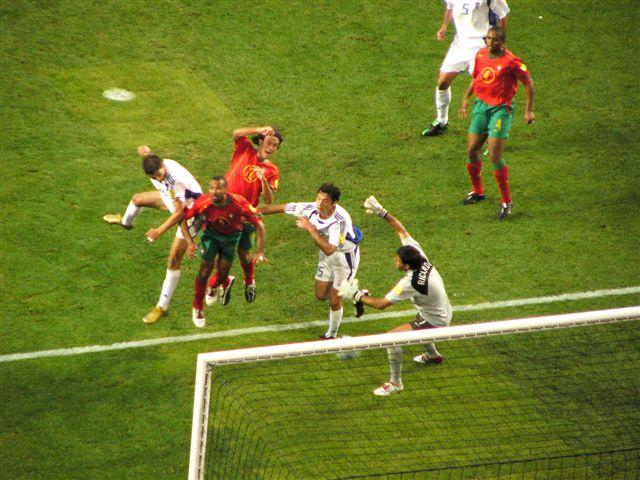
安杰洛斯·查理斯特亚斯在2004年歐洲足球錦標賽決賽为希腊队攻入致胜球，球队2005年入选年度团体

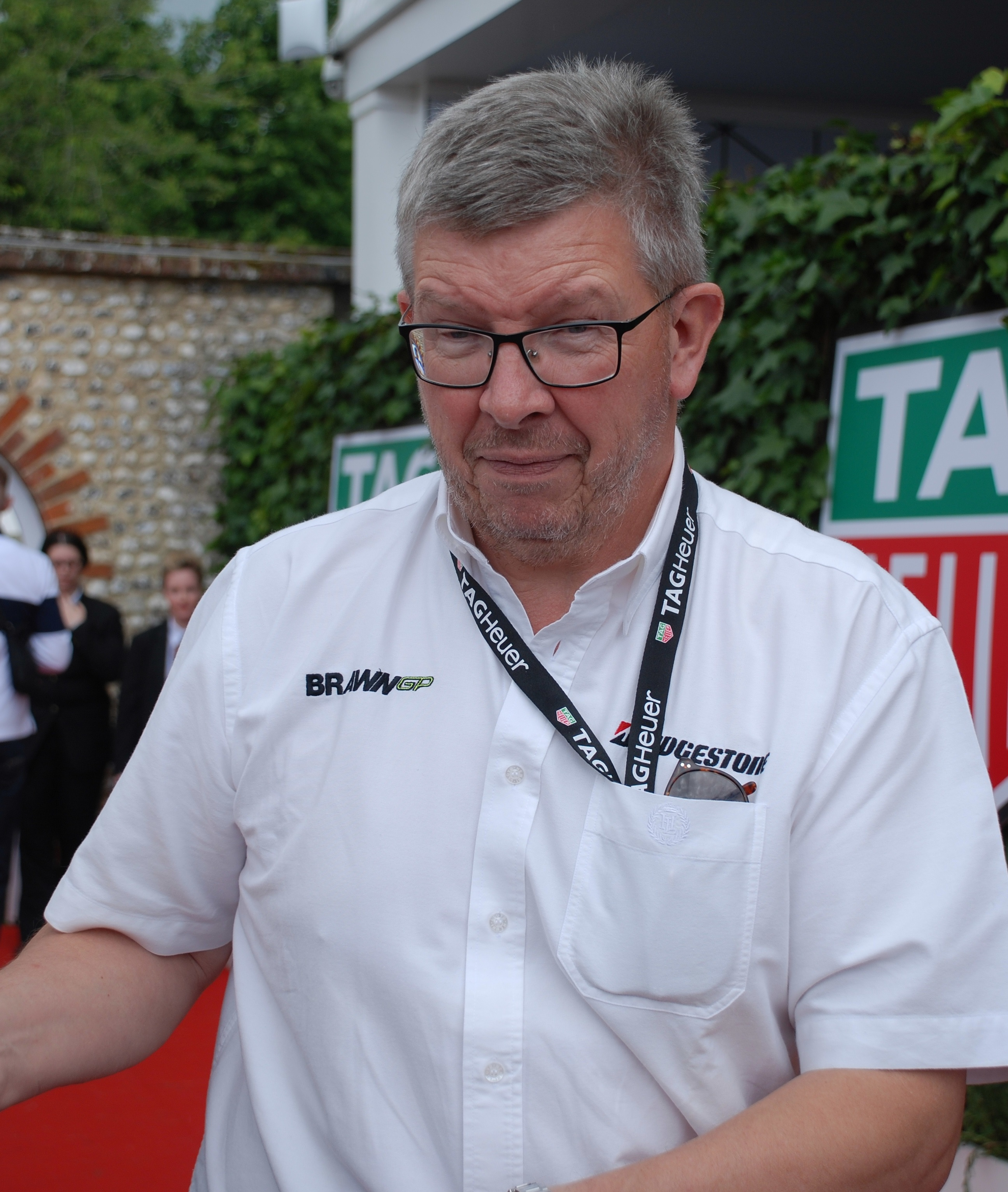
罗斯·布朗（图）率布朗車隊2010年入选年度团体

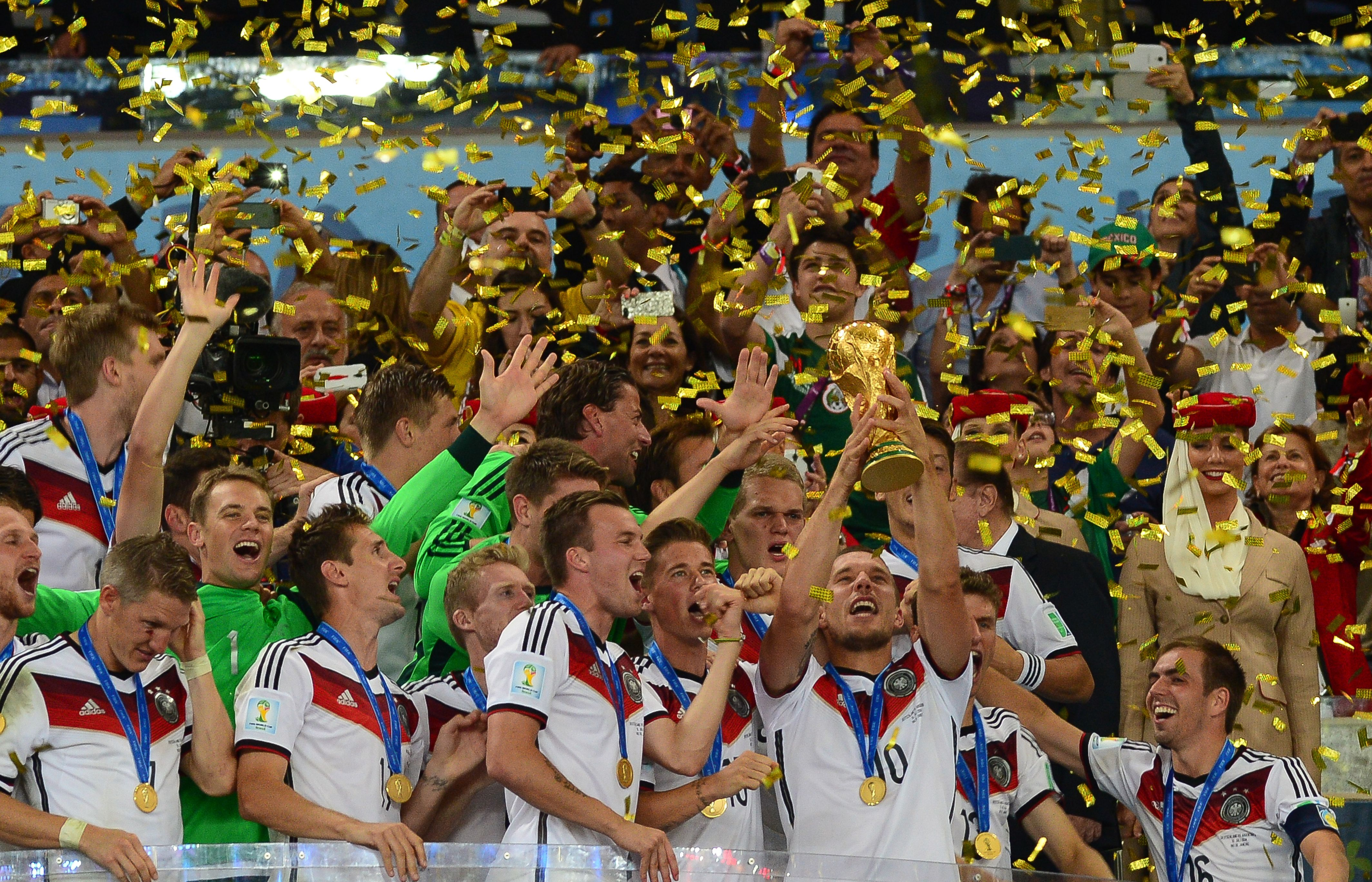
德国队举起2014年世界杯奖杯，球队2015年获奖

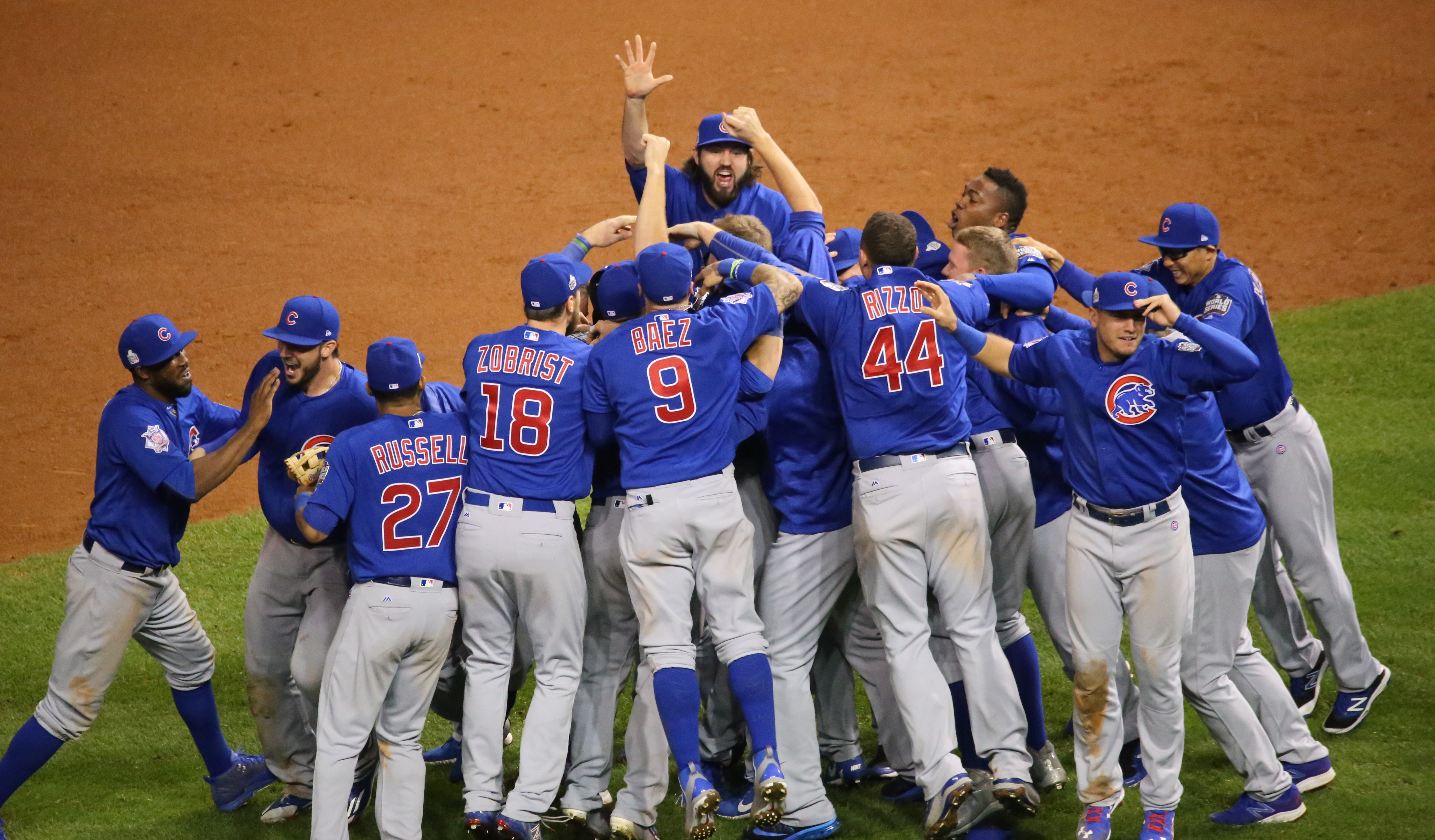
芝加哥小熊庆祝赢得2016年世界大賽，次年获劳伦斯年度团体奖

| 年度 | 得主                 | 代表国家或地区 | 项目               | 主要成就 | 入围 | 参考          |
| ---- | -------------------- | -------------- | ------------------ | --- | --- | ------------- |
| 2000 | 曼徹斯特聯足球俱樂部 | 英国           | 足球               | 实现三冠王（欧洲冠军联赛、英格兰超级联赛、足总杯冠军)                                                        | 澳洲國家橄欖球隊（澳大利亚），橄欖球 美国国家女子足球队（美国），足球 | [ 17 ] [ 18 ] |
| 2001 | 法國國家足球隊       | 法国           | 足球               | 赢得2000年歐洲足球錦標賽                                                                                     | 澳大利亚男子板球队（澳大利亚），板球 喀麦隆奥林匹克足球队（喀麦隆），足球 紐約洋基（美国），棒球 皇家马德里足球俱乐部（西班牙），足球                                                       | [ 19 ] [ 20 ] |
| 2002 | 澳大利亞國家板球隊   | 澳大利亚       | 板球               | 16连胜 | 拜仁慕尼黑足球俱乐部（德国），足球 法国戴维斯杯网球队（法国），网球 法拉利車隊（意大利），一级方程式赛车 洛杉矶湖人（美国），篮球                                                           | [ 21 ] [ 22 ] |
| 2003 | 巴西國家足球隊       | 巴西           | 足球               | 拿下2002年國際足協世界盃                                                                                     | 加拿大男子国家冰球队（加拿大），冰球 莱德杯欧洲队（欧洲），高尔夫球 法拉利车队（意大利），一级方程式赛车 皇家马德里足球俱乐部（西班牙），足球                                               | [ 23 ] [ 24 ] |
| 2004 | 英格蘭欖球代表隊     | 英格兰         | 橄榄球             | 2003年世界盃橄欖球賽冠军                                                                                     | AC米兰（意大利），足球 阿灵基美洲杯帆船队（瑞士），帆船 澳大利亚男子板球队（澳大利亚），板球 法拉利车队（意大利），一级方程式赛车 德国国家女子足球队（德国），足球                          | [ 12 ] [ 25 ] |
| 2005 | 希腊男子足球队       | 希腊           | 足球               | 2004年歐洲足球錦標賽冠军                                                                                     | 阿根廷国家男子篮球队（阿根廷），篮球 波士頓紅襪（美国），棒球 莱德杯欧洲队（欧洲），高尔夫球 波尔图足球俱乐部（葡萄牙），足球 法拉利车队（意大利），一级方程式赛车                          | [ 13 ] [ 26 ] |
| 2006 | 雷诺一级方程式车队   | 法国           | 一级方程式赛车     | 2005年世界一级方程式锦标赛冠军                                                                               | 巴塞罗那足球俱乐部（西班牙），足球 克罗地亚戴维斯杯网球队（克罗地亚），网球 利物浦足球俱乐部（英国），足球 紐西蘭國家橄欖球隊（新西兰），橄榄球 圣安东尼奥马刺（美国），篮球                | [ 27 ] [ 28 ] |
| 2007 | 意大利男子足球队     | 意大利         | 足球               | 2006年國際足協世界盃冠军                                                                                     | 新西兰国家橄榄球队（新西兰），橄榄球 巴塞罗那足球俱乐部（西班牙），足球 莱德杯欧洲队（欧洲），高尔夫球 雷诺一级方程式车队（法国），一级方程式赛车 西班牙国家男子篮球队（西班牙），篮球      | [ 29 ] [ 30 ] |
| 2008 | 南非國家橄欖球隊     | 南非           | 橄榄球             | 2007年世界盃橄欖球賽冠军                                                                                     | 澳大利亚男子板球队（澳大利亚），板球 法拉利车队（意大利），一级方程式赛车 德国女子足球队（德国），足球 伊拉克國家男子足球隊（伊拉克），足球 AC米兰（意大利），足球                          | [ 31 ] [ 32 ] |
| 2009 | 中国奥运代表团       | 中华人民共和国 | 夏季奥林匹克运动会 | 51枚金牌登顶2008年夏季奥林匹克运动会奖牌榜                                                                   | 波士顿凯尔特人（美国），篮球 英国奥运代表团（英国），自行车 牙买加奥运短跑队（牙买加），田径 曼彻斯特联队（英国），足球 西班牙男子足球队（西班牙），足球                                    | [ 33 ] [ 34 ] |
| 2010 | 布朗車隊             | 英国           | 一级方程式赛车     | 2009年世界一级方程式锦标赛冠军                                                                               | 巴塞罗那足球俱乐部（西班牙），足球 纽约洋基（美国），棒球 德国女子足球队（德国），足球 洛杉矶湖人（美国），篮球 南非国家橄榄球队（南非），橄榄球                                            | [ 14 ] [ 35 ] |
| 2011 | 西班牙男子足球队     | 西班牙         | 足球               | 2010年國際足協世界盃冠军                                                                                     | 国际米兰足球俱乐部（意大利），足球 新西兰国家橄榄球队（新西兰），橄榄球 莱德杯欧洲队（欧洲），高尔夫球 洛杉矶湖人（美国），篮球 紅牛車隊（奥地利），一级方程式赛车                          | [ 36 ] [ 37 ] |
| 2012 | 巴塞罗那足球俱乐部   | 西班牙         | 足球               | 2010–11賽季西班牙足球甲級聯賽三联冠，欧洲冠军联赛、西班牙超级杯、欧洲超级杯、国际足联俱乐部世界杯冠军        | 新西兰国家橄榄球队（新西兰），橄榄球 英格蘭板球隊（英格兰），板球 日本國家女子足球隊（日本），足球 達拉斯獨行俠（美国），篮球 红牛车队（奥地利），一级方程式赛车                            | [ 18 ] [ 38 ] |
| 2013 | 莱德杯欧洲队         | 欧洲           | 高尔夫球           | 2010年莱德杯冠军                                                                                             | 中国乒乓球队（中华人民共和国），乒乓球 迈阿密热火（美国），篮球 红牛车队（奥地利），一级方程式赛车 西班牙男子足球队（西班牙），足球 美国男子篮球队（美国），篮球                            | [ 39 ] [ 40 ] |
| 2014 | 拜仁慕尼黑足球俱乐部 | 德国           | 足球               | 三冠王得主：欧洲冠军联赛、德国甲级联赛、德国足协杯                                                           | 新西兰国家橄榄球队（新西兰），橄榄球 巴西男子足球队 (巴西)，足球 布莱恩兄弟（美国），网球 迈阿密热火（美国），篮球 红牛车队（奥地利），一级方程式赛车                                       | [ 41 ] [ 42 ] |
| 2015 | 德國國家足球隊       | 德国           | 足球               | 2014年國際足協世界盃冠军                                                                                     | 莱德杯欧洲队，高尔夫球 皇家马德里足球俱乐部（西班牙），足球 瑞士戴维斯杯网球队（瑞士），网球 圣安东尼奥马刺（美国），篮球 梅赛德斯AMG车队（德国），一级方程式赛车                           | [ 15 ] [ 43 ] |
| 2016 | 新西兰国家橄榄球队   | 新西兰         | 橄榄球             | 2015年世界盃橄欖球賽冠军                                                                                     | 巴塞罗那足球俱乐部（西班牙），足球 金州勇士（美国），篮球 英国戴维斯杯网球队（英国），网球 梅赛德斯AMG车队（德国），一级方程式赛车 美国国家女子足球队（美国），足球                         | [ 44 ] [ 45 ] |
| 2017 | 芝加哥小熊           | 美国           | 棒球               | 2016年世界大賽冠军                                                                                           | 克里夫兰骑士（美国），篮球 梅赛德斯AMG车队（德国），一级方程式赛车 葡萄牙國家足球隊（葡萄牙），足球 巴西男子奥运足球队（巴西），足球 皇家马德里足球俱乐部（西班牙），足球                   | [ 16 ] [ 46 ] |
| 2018 | 梅赛德斯AMG车队      | 德国           | 一级方程式赛车     | 2017年世界一級方程式錦標賽车队与车手冠军                                                                     | 法国戴维斯杯网球队（法国），网球 金州勇士（美国），篮球 新西兰帆船队（新西兰），帆船 新英格兰爱国者（美国），美式足球 皇家马德里足球俱乐部（西班牙），荷兰国家女子足球队 （荷兰） 足球      | [ 47 ]        |
| 2019 | 法國國家足球隊       | 法国           | 足球               | 2018年國際足協世界盃冠军                                                                                     | 梅赛德斯AMG车队（德国），一级方程式赛车 皇家马德里足球俱乐部（西班牙），足球 挪威冬奥代表团（挪威），冬季奥林匹克运动会 金州勇士（美国），篮球 莱德杯欧洲队（欧洲），高尔夫球               | [ 48 ] [ 49 ] |
| 2020 | 南非國家橄欖球隊     | 南非           | 橄榄球             | 2019年世界杯橄榄球赛和2019年橄榄球冠军锦标赛冠军                                                             | 利物浦足球俱乐部（英国），足球 梅赛德斯AMG车队（德国），一级方程式赛车 西班牙国家男子篮球队（西班牙），篮球 多伦多猛龙（加拿大），篮球 美国国家女子足球队（美国），足球                     | [ 50 ] [ 51 ] |
| 2021 | 拜仁慕尼黑足球俱乐部 | 德国           | 足球               | 三冠王得主（欧洲冠军联赛、德国甲级联赛、德国足协杯），德国超级杯、欧洲超级杯、2020年国际足联俱乐部世界杯冠军 | 阿根廷國家橄欖球隊（阿根廷），橄榄球 堪薩斯城酋長（美国），美式足球 利物浦足球俱乐部（英国），足球 洛杉矶湖人（美国），篮球 梅赛德斯AMG车队（德国），一级方程式赛车                         | [ 10 ]        |
| 2022 | 意大利國家足球隊     | 義大利         | 足球               | 欧洲杯冠军，创下37场比赛连胜的世界纪录                                                                       | 阿根廷國家足球隊（阿根廷），足球 巴塞罗那足球俱乐部女队（西班牙），足球 东京奥运中国国家跳水队（中国），跳水 梅赛德斯-奔驰一级方程式车队（德国），一级方程式赛车 密尔沃基雄鹿（美国），篮球 | [ 52 ]        |
| 2023 | 阿根廷國家足球隊     | 阿根廷         | 足球               | 世界杯冠军                                                                                                   | 皇家马德里足球俱乐部（西班牙），足球 法國國家橄欖球隊（法国），橄欖球 英格蘭女子足球代表隊（英格兰），足球 红牛车队（奥地利），一级方程式赛车 金州勇士（美国），篮球                        | [ 53 ]        |
| 2024 | 西班牙國家女子足球隊 | 西班牙         | 足球               | 2023世界杯冠军, 夺得西班牙女足成年队历史上首座国际比赛奖杯，并在欧国联夺得首个洲内赛事。                     | 曼彻斯特城足球俱乐部（英格兰），足球 南非國家橄欖球隊（南非），橄欖球 德国国家篮球队（德国），篮球 红牛车队（奥地利），一级方程式赛车                                                       | [ 54 ]        |
| 2025 | 皇家马德里           | 西班牙         | 足球               | 2024年西甲联赛及欧冠联赛冠军                                                                                 | 波士顿凯尔特人（美国），篮球 巴塞罗那女子足球俱乐部（西班牙），足球 麥拉倫車隊（英国），一级方程式赛车 西班牙國家足球隊（西班牙），足球 美國國家男子籃球隊（美国），篮球                    | [ 55 ]        |